# Усурски мрки медвед
Усурски мрки медвед (лат. Ursus arctos lasiotus), такође познат као црни гризли, је подврста мрког медведа.

## Исхрана
На Хокаиду једе сисаре велике и мале, рибе, птице и инсекте (на пример, мраве)

## Дистрибуција
Усурски мрки медвед настањује Азију: Сахалин, Амурску област, као и Курилска острва Итуруп и Кунашир, а има га и на североистоку Кине и на Корејском полуострву.